# Sebastià Garriga i Morera
Sebastià Garriga i Morera (1897 - 1972), originari de Cerdanyola del Vallès, va ser escultor i fundador de la Societat Coral de Cerdanyola.
Sebastià, entre altres coses també va ser músic, dibuixant i actor teatral. Va ser fundador de la Societat Coral Els Novells, de la qual fou segon mestre durant un lustre, i l'autor de l'himne de Cerdanyola, amb lletra del poeta cerdanyolenc Josep Naudí. També musicà El bufanúvols, de Ramon Vinyes i Cluet, i fou autor de la Polca dels petits i els grans de Cerdanyola (1972) per al Ball de Gitanes de Cerdanyola.
Va començar la seva carrera al teatre acompanyat pel seu germà Jaume, però en Sebastià es va dedicar bàsicament a l'escultura. Sebastià Garriga i Morera va morir el 1972.
El seu fill, Josep Garriga i Sauló (Cerdanyola del Vallès, 5.1.1926 - Cerdanyola, 6.9.2011), va ser un escultor d'anomenada local.